# Петя Герганова
Петя Георгиева Герганова е българска драматична актриса. Родена е през 1905 година в град Шумен. Съпруга на актьора Георги Стаматов.
Едва 18-годишна започва да играе в състава на Пловдивския драматичен театър – „Потъналата камбана“ по Хауптмън, „Писмото“ по Съмърсет Моъм и „Макбет“ по Шекспир. През 1935 година се омъжва за актьора Георги Стаматов. Дълги години играе в състава на Народния театър „Иван Вазов“. Създава поредица от забележителни роли – Маша от „Три сестри“ на Чехов, Милкана от „Майстори“ на Рачо Стоянов, Албена от „Албена“ на Йордан Йовков, Мария Стюарт от пиесата на Шилер, Оливия от „Дванадесета нощ“ на Шекспир, Мария от „Иванко“ на Васил Друмев, Ефросина от „Престолът“ на Иван Вазов и много други. От сезон 1935/1936 до 1954/1955 играе в трупата на Общински театър Пловдив, а след това в Театър „Българска армия“.
Умира на 13 април 1985 година в София.

## Роли в театъра
- Като Лариса в „Без зестра“, 1937 – 1938 г.
- Като Херо във „Вълните на морето и на любовта“, 1941 – 1942 г.

| Сезон     | Роля                     | Пиеса                               | Автор на пиесата        | Режисьор на постановката                           | Забележка                                                     |
| --------- | ------------------------ | ----------------------------------- | ----------------------- | -------------------------------------------------- | ------------------------------------------------------------- |
| 1922/1923 | III елфа                 | „Потъналата камбана“                | Герхард Хауптман        | Юрий Яковлев                                       | дебют; премиера сезон 1922/1923                               |
| 1923/1924 | Кети                     | „Неразумната дева“                  | Анри Батай              | Владимир Тенев                                     | премиера сезон 1923/1924                                      |
| 1923/1924 | Консуела и Анжелика      | „Тоз, който получава плесници“      | Леонид Н. Андреев       | Йосиф Осипов                                       | премиера сезон 1923/1924                                      |
| 1923/1924 | Катарина                 | „Вик на живота“                     | Артур Шницлер           | Йосиф Осипов                                       | премиера сезон 1923/1924                                      |
| 1923/1924 | Флориз                   | „Шоколадиерката“                    | Пол Гаво                | Йосиф Осипов                                       | премиера сезон 1923/1924                                      |
| 1924/1925 | Елен                     | „Голям за себе си“                  | Жан Сарман              | Йосиф Осипов                                       | премиера сезон 1924/1925                                      |
| 1924/1925 | III елфа                 | „Потъналата камбана“                | Герхард Хауптман        | Тачо Тачев                                         | премиера сезон 1924/1925                                      |
| 1925/1926 | Сестра Клара             | „Сирано де Бержерак“                | Едмон Ростан            | Кръстьо Сарафов                                    | премиера сезон 1921/1922, влиза в ролята през сезон 1925/1926 |
| 1925/1926 | Оливия                   | „Дванайсета нощ или Каквото искате“ | Уилям Шекспир           | Николай О. Масалитинов                             | премиера сезон 1925/1926                                      |
| 1925/1926 | Елина                    | „Фру Ингер от Есторт“               | Хенрик Ибсен            | Николай О. Масалитинов                             | премиера сезон 1925/1926                                      |
| 1925/1926 | Душата на бръшляна       | „Снежната царкиня“                  | Ханс Кристиян Андерсен  | Екатерина Ф. Краснополска и Николай О. Масалитинов | премиера сезон 1925/1926                                      |
| 1926/1927 | Хайтанг                  | „Тебеширен кръг“                    | Клабунд (Алфред Хеншке) | Хрисан Цанков                                      | премиера сезон 1926/1927                                      |
| 1927/1928 | Милкана                  | „Майстори“                          | Рачо Стоянов            | Николай О. Масалитинов                             | премиера сезон 1927/1928                                      |
| 1927/1928 | Момичето и Агнес         | „Авантюристът пред вратата“         | Милан Бегович           | Хрисан Цанков                                      | премиера сезон 1927/1928                                      |
| 1927/1928 | Калина Среброва          | „Кошмарът“                          | Димитър Шишманов        | Николай О. Масалитинов                             | премиера сезон 1927/1928                                      |
| 1928/1929 | Албена                   | „Албена“, драма в три действия      | Йордан Йовков           | Николай О. Масалитинов                             | премиера сезон 1928/1929                                      |
| 1928/1929 | В Хор от коринтски жени  | „Медея“                             | Еврипид                 | Николай О. Масалитинов                             | премиера сезон 1928/1929                                      |
| 1930/1931 | Вяра Зитхоф              | „Перлите“                           | Бруно Франк             | Николай Фол                                        | премиера сезон 1930/1931                                      |
| 1930/1931 | Лесли Стънлей            | „Писмото“                           | Съмърсет Моъм           | Георги А. Стаматов                                 | премиера сезон 1930/1931                                      |
| 1931/1932 | Павлина                  | „Йончови ханове“                    | Стефан Савов            | Николай О. Масалитинов                             | премиера сезон 1931/1932                                      |
| 1931/1932 | Олан Стивенс             | „Бялата смърт“ (Снежна виявица)     | Дмитрий А. Шчеглов      | Златина Недева                                     | премиера сезон 1931/1932                                      |
| 1932/1933 | Севдана                  | „Халосник“                          | Цанко Церковски         | Стефан Савов                                       | премиера сезон 1932/1933                                      |
| 1932/1933 | Гертруд Чилтърн          | „Един идеален мъж“ (Идеалният мъж)  | Оскар Уайлд             | Хрисан Цанков                                      | премиера сезон 1932/1933                                      |
| 1932/1933 | Офелия                   | „Хамлет“                            | Уилям Шекспир           | Николай О. Масалитинов                             | премиера сезон 1932/1933                                      |
| 1933/1934 | Сара                     | „Към пропаст“                       | Иван Вазов              | Николай О. Масалитинов                             | премиера сезон 1933/1934                                      |
| 1933/1934 | Мария Стюарт             | „Мария Стюарт“                      | Фридрих Шилер           | Николай О. Масалитинов                             | премиера сезон 1933/1934                                      |
| 1933/1934 | Елизабет                 | „Четвъртък – 17 април“              | Лайош Цилаи             | Хрисан Цанков                                      | премиера сезон 1933/1934                                      |
| 1933/1934 | Йоанна                   | „Света Йоанна“                      | Бърнард Шоу             | Георги Стаматов                                    | премиера сезон 1933/1934                                      |
| 1934/1935 | Ефросина                 | „Престолът“                         | Иван Вазов              | Николай О. Масалитинов                             | премиера сезон 1934/1935                                      |
| 1934/1935 | Алгара                   | „Еленово царство“                   | Георги Райчев           | Юрий Яковлев                                       | премиера сезон 1934/1935                                      |
| 1934/1935 | Агнес                    | „Под моста“                         | Ото Индинг              | Юрий Яковлев                                       | премиера сезон 1934/1935                                      |
| 1934/1935 | Леди Евелин Лодън        | „Човек № 15“                        | Едуард Ул               | Николай О. Масалитинов                             | премиера сезон 1934/1935                                      |
| 1935/1936 | Ана Остерман             | „Патриот“                           | Алфред Нойман           | Хрисан Цанков                                      | премиера сезон 1935/1936                                      |
| 1935/1936 | Юлия                     | „Лилиом“                            | Ференц Молнар           | Хрисан Цанков                                      | премиера сезон 1935/1936                                      |
| 1935/1936 | Карла Ванда              | „Самопризнание“                     | Короленко               | Хрисан Цанков                                      | премиера сезон 1935/1936                                      |
| 1935/1936 | Елена Кармина            | „Женитбата на Белугин“              | Александър Н. Островски | Георги А. Стаматов                                 | премиера сезон 1935/1936                                      |
| 1935/1936 | Порция                   | „Юлий Цезар“                        | Уилям Шекспир           | Хрисан Цанков                                      | премиера сезон 1935/1936                                      |
| 1935/1936 | Тунг Тау                 | „Шанхай“                            | Джон Калтон             | Георги А. Стаматов                                 | премиера сезон 1935/1936                                      |
| 1935/1936 | Ангела                   | „Ангел-жена“                        | Йоханес Васцари         | Георги А. Стаматов                                 | премиера сезон 1935/1936                                      |
| 1936/1937 | Янка                     | „Пред изгрев“ (Кара Танас)          | Стефан Савов            | Хрисан Цанков                                      | премиера сезон 1936/1937                                      |
| 1936/1937 | Катя Хорват              | „Матура“                            | Фодор Ласло             | Юрий Яковлев                                       | премиера сезон 1936/1937                                      |
| 1936/1937 | Юлия                     | „Лилиом“                            | Ференц Молнар           | Хрисан Цанков                                      | премиера сезон 1936/1937                                      |
| 1937/1938 | Лариса Димитриевна       | „Без зестра“                        | Александър Н. Островски | Николай О. Масалитинов                             | премиера сезон 1937/1938                                      |
| 1937/1938 | Ирене                    | „Романс“                            | Ерих Ебермайер          | Николай О. Масалитинов                             | премиера сезон 1937/1938                                      |
| 1938/1939 | Ана Кристоферсън         | „Ана Кристи“                        | Юджин О’Нийл            | Хрисан Цанков                                      | премиера сезон 1938/1939                                      |
| 1938/1939 | Хермионе                 | „Зимна приказка“                    | Уилям Шекспир           | Бранко Гавела                                      | премиера сезон 1938/1939                                      |
| 1939/1940 | Меглена                  | „Хан Татар“                         | Никола Икономов         | Николай О. Масалитинов                             | премиера сезон 1939/1940                                      |
| 1940/1941 | Леди Милфорд             | „Коварство и любов“                 | Фридрих Шилер           | Хрисан Цанков                                      | премиера сезон 1940/1941                                      |
| 1940/1941 | Химена                   | „Сид“                               | Пиер Корней             | Николай О. Масалитинов                             | премиера сезон 1940/1941                                      |
| 1941/1942 | Херо                     | „Вълните на морето и на любовта“    | Франц Грилпарцер        | Николай О. Масалитинов                             | премиера сезон 1941/1942                                      |
| 1941/1942 | Милена                   | „Милена, скопска девойка“           | Стефан Савов            | Хрисан Цанков                                      | премиера сезон 1941/1942                                      |
| 1942/1943 | Петерс                   | „Пред залез слънце“                 | Герхарт Хауптман        | Николай О. Масалитинов                             | премиера сезон 1942/1943                                      |
| 1942/1943 | Офелия                   | „Хамлет“                            | Уилям Шекспир           | Николай О. Масалитинов                             | премиера сезон 1942/1943                                      |
| 1943/1944 | Йохана                   | „Орлеанската дева“                  | Фридрих Шилер           | Хрисан Цанков                                      | премиера сезон 1943/1944                                      |
| 1944/1945 | Татяна                   | „Врагове“                           | Максим Горки            | Николай О. Масалитинов                             | премиера сезон 1944/1945                                      |
| 1945/1946 | Сара                     | „Царица Теодора“                    | Магда Петканова         | Николай О. Масалитинов                             | премиера сезон 1945/1946                                      |
| 1946/1947 | Рашел                    | „Васа Железнова“                    | Максим Горки            | Кръстьо Мирски                                     | премиера сезон 1946/1947                                      |
| 1947/1948 | Баронеса Кастели Глембай | „Господа Глембаеви“                 | Мирослав Кърлежа        | Раша Палович (СФР Югославия)                       | премиера сезон 1947/1948                                      |
| 1948/1949 | Виола и Себастиян        | „Дванайсета нощ“                    | Уилям Шекспир           | Филип Филипов                                      | премиера сезон 1948/1949                                      |
| 1948/1949 | Горелова                 | „За тия, които са в морето“         | Борис А. Лавреьонов     | Кръстьо Мирски                                     | премиера сезон 1948/1949                                      |
| 1949/1950 | Анна                     | „Обещание“                          | Андрей Гуляшки          | Николай О. Масалитинов                             | премиера сезон 1949/1950                                      |
| 1951/1952 | Зоя Траханаке            | „Изгубеното писмо“                  | Йон Лука Караджале      | Сашо Стоянов                                       | премиера сезон 1951/1952                                      |
| 1952/1953 | Лиди Шохар               | „Изпитание“                         | Ерньо Урбан             | Филип Филипов                                      | премиера сезон 1952/1953                                      |
| 1953/1954 | Маша                     | „Три сестри“                        | Антон Чехов             | Николай О. Масалитинов                             | премиера сезон 1953/1954                                      |
| 1956/1957 | Мария                    | „Иванко (Убиецът на Асеня I)“       | Васил Друмев            | Георги А. Стаматов                                 | премиера сезон 1956/1957                                      |
| 1956/1957 | Мариана Пинеда           | „Мариана Пинеда“                    | Федерико Гарсия Лорка   | Владимир Трендафилов                               | премиера сезон 1956/1957                                      |
| 1957/1958 | Жена Комисар             | „Оптимистична трагедия“             | Всеволд В. Вишневски    | Георги А. Стаматов                                 | премиера сезон 1957/1958                                      |
| 1961/1962 | Глория Патерсън          | „Островът на Афродита“              | Алексис Парнис          | Кънчо Илиев                                        | премиера сезон 1961/1962                                      |
| 1964/1965 | Маргарет                 | „Ричард III“                        | Уилям Шекспир           | Яцек Вошчерович (Полша)                            | премиера сезон 1964/1965                                      |
| 1967/1968 | Херцогиня Беруик         | „Ветрилото на лейди Уиндърмир“      | Оскар Уайлд             | Генчо П. Димитров                                  | премиера сезон 1967/1968                                      |
| 1975      | Г-жа Конти               | „Соло за биещ часовник“             | Освалд Захрадник        | Стефан Стайчев                                     | премиера сезон 1975                                           |